# 85-я пехотная дивизия (вермахт)
85-я пехотная дивизия (нем. 85. Infanterie-Division) — тактическое соединение сухопутных войск вооружённых сил нацистской Германии периода Второй мировой войны.

## История
85-я пехотная дивизия была сформирована 2 февраля 1944 года в северной Франции и Бельгии во время 25-й волны мобилизации Вермахта. Дивизия была уничтожена войсками союзников в Фалезском котле в августе 1944 года.

## Местонахождение
- с февраля по август 1944 (Франция)
- с сентября 1944 по май 1945 (Германия)

## Подчинение
- 81-й армейский корпус 5-й танковой армии группы армий «B» (июнь — август 1944)

## Командиры
- генерал-лейтенант Курт Хилл (2 февраля — 16 октября 1944)
- генерал-майор Гельмут Бехлер (16 октября 1944 — 15 марта 1945)
- оберст Эрих Лоренц (15 марта — 8 мая 1945)

## Состав
- 1053-й гренадерский полк (Grenadier-Regiment 1053)
- 1054-й гренадерский полк (Grenadier-Regiment 1054)
- 1064-й гренадерский полк (Grenadier-Regiment 1064)
- 185-й артиллерийский полк (Artillerie-Regiment 185)
- 185-й сапёрный батальон (Pionier-Bataillon 185)
- 185-й противотанковый дивизион (Panzerjäger-Abteilung 185)
- 185-й батальон связи (Nachrichten-Abteilung 185)
- 185-й отряд материального обеспечения (Nachschubtruppen 185)
- 185-й полевой запасной батальон (Feldersatz-Bataillon 185)